# Лаошань
Лаошань (кит.: 崂山) — гора у китайській провінції Шаньдун, 40 км на північний схід від міста Циндао, на березі Жовтого Моря. Висота вершини досягає 1132,7 м. Назараз Лаошань — національний парк розміром 446 кв. км.
Гора є однією з священних гір Китаю і має велике значення для прихильників даосизму. У пошуках безсмертя Лаошань особисто відвідвідували два наймогутніші володарі китайської давнини: Цінь Ши-хуан та Хань У-ді (3-1 ст. до н. е.). По дорозі з Південної Азії на Лаошань зупинився також відомий буддийський діяч Фасянь (5 ст.).
Регіон Лаошань тісно пов'язаний з розвитком даоської школи Цюаньчжен 全真. У період розквіту даосизму на горі діяло дев'ять палаців, вісім храмів та 72 монастирі. У пізньому віці Лаошань відвідував Пу Сунлін (1640—1715), який наводить нарис з життя даоських ченців Лаошань у своїй збірці «Оповідання Ляо Чжая про незвичайне».

## Ресурси Інтернету
- Вікісховище має мультимедійні дані за темою: Laoshan—
Mount Lao
- Laoshan Scenic Spot Tourist Site [Архівовано 8 жовтня 2015 у Wayback Machine.]

| Прапор КНР | Це незавершена стаття про КНР. Ви можете допомогти проєкту, виправивши або дописавши її. |